# Casa al carrer Major, 29 (Talladell)
La Casa al carrer Major, 29 és una casa del Talladell, al municipi de Tàrrega (Urgell), inclosa a l'Inventari del Patrimoni Arquitectònic de Catalunya.

## Descripció
És una casa pairal de grans dimensions que s'adapta perfectament a la irregularitat del terreny causada pel pendent de la riba del riu Ondara. Aquesta casa és de doble façana, per la banda del carrer Major hi ha la façana principal i lateralment hi ha l'altra façana secundària. Frontalment, aquesta casa té tres pisos d'alçada i lateralment, degut al pendent, té quatre pisos d'alçada. Ambdues són realitzades amb pedra tallada de diverses mides i formes donant com a resultat una estereotomia irregular.
La façana principal s'estructura a partir de tres cossos verticals simètrics lateralment on a la planta baixa hi ha grans finestrals rectangulars damunt dels quals a la primera planta s'obren unes balconades coronades a les golfes per unes finestres petits també rectangulars. Centralment en aquesta façana hi ha la portalada rectangular de llinda seguida i reformada, superiorment hi ha un balcó novament coronat per una finestra de les golfes.
La façana lateral té un cos de quatre pisos d'alçada, on la planta baixa és l'espai més reformat tal com ho testimonien les restes d'arcs escarsers que conformen part de les llindes d'antigues portes avui en dia tapiades. A la planta baixa es conserven una porta i tres porta i tres finestrons de ventilació ben petits. Al primer pis hi ha quatre finestres de dimensions diferents però alineades a la mateixa línia horitzontal. A la segona planta hi ha cinc balcons coronats cadascun superiorment pels finestrons de les golfes.